# Torcetrapib
Torcetrapib – wielofunkcyjny organiczny związek chemiczny z grupy pochodnych tetrahydrochinoliny, inhibitor białka CETP (przenoszącego estry cholesterolu) pierwszej generacji. Został opracowany przez firmę Pfizer jako kandydat na lek w leczeniu miażdżycy.
III faza badań klinicznych, w których torcetrapib był podawany razem z atorwastatyną pacjentom z wysokim poziomem cholesterolu została przerwana 2 grudnia 2006 z powodu bezpieczeństwa. Stwierdzono bowiem zwiększone o 58% ryzyko zgonu i większe o 25% ryzyko poważnych niepożądanych zdarzeń sercowo-naczyniowych wśród osób go zażywających. Udowodniono również dysfunkcję śródbłonka u pacjentów z nadciśnieniem, podwyższenie poziomu aldosteronu przez większą aktywność syntazy aldosteronu oraz niewielki wzrost ciśnienia tętniczego krwi.
Według zamysłu Pfizera lek miał być stosowany w preparacie złożonym, wspólnie z odkrytą i produkowaną również przez Pfizera atorwastatyną, która z kolei obniża poziom cholesterolu LDL. Stało się to przyczyną oskarżeń Pfizera, że uniemożliwia stosowanie przyszłego leku z preparatami obniżającymi stężenie LDL produkowanymi przez inne firmy.
Torcetrapib zwiększał poziom HDL co jak sądzono, wpłynie na cofanie się zmian miażdżycowych. W połączeniu z atorwastatyną dochodziło do obniżenia poziomu LDL (24,9% po 12 miesiącach lub 18,9% po 8 tygodniach) oraz podwyższenia poziomu HDL (72,1% po 12 miesiącach lub 40,2% po 8 tygodniach).
W momencie wycofania się z dalszych badań nad torcetrapibem akcje Pfizera spadły na giełdzie o ponad 10%.

## Mechanizm
Estry cholesterolu są transportowane przez lipoproteiny o wysokiej gęstości (HDL) z komórek ciała do wątroby, gdzie zostają przetworzone. Lipoproteiny o niskiej gęstości (LDL) transportują zestryfikowany cholesterol do komórek, odkładając nadmiar w naczyniach krwionośnych, co jest czynnikiem rozwoju miażdżycy. Istotną rolę w obiegu cholesterolu w organizmie człowieka pełni CETP – glikoproteina osocza wydzielana przez wątrobę i odgrywająca kluczową rolę w przekazywaniu estrów cholesterolu z HDL na VLDL i LDL. Większość lipoprotein, na które przeniesiono cholesterol, jest następnie internalizowana przez hepatocyty za pomocą receptora apo B/E (i apoliproteiny E).
W przypadku inhibicji CETP przez torcetrapib, zahamowaniu ulega główna droga degradacji HDL (co powoduje wzrost jego stężenia), ale również główna droga odkładania cholesterolu z HDL do wątroby, w związku z czym, pomimo wzrostu stężenia HDL w organizmie, traci on swoje właściwości wymiatające cholesterol, przeciwmiażdżycowe i antyoksydacyjne, a stężenie cholesterolu wzrasta (również na skutek braku mechanizmu down regulation HMG-CoA). Jest to efekt niepożądany, ponieważ ma działanie aterogenne (sprzyjające rozwojowi miażdżycy).
Wzrost stężenia CETP skutkuje również zwiększeniem wydzielania X czynnika krzepnięcia, w wyniku czego dochodzi do aktywacji protrombiny, nadkrzepliwości i zakrzepicy naczyń żylnych.

## Inne inhibitory CETP
W badaniach klinicznych również znalazły się inne substancje działające w takim mechanizmie:
- dalcetrapib
- evacetrapib
- anacetrapib
- obicetrapib